# Corpach
Corpach (Schots-Gaelisch: A' Chorpaich)) is een dorp  in de Schotse lieutenancy Inverness in het raadsgebied Highland ongeveer 7 kilometer ten noorden van Fort William aan de oevers van Loch Linnhe.
In Corpach begint het Caledonisch Kanaal, dat de westkust van Schotland verbindt met de oostkust van Schotland.